# Imre Friváldszky von Friváld

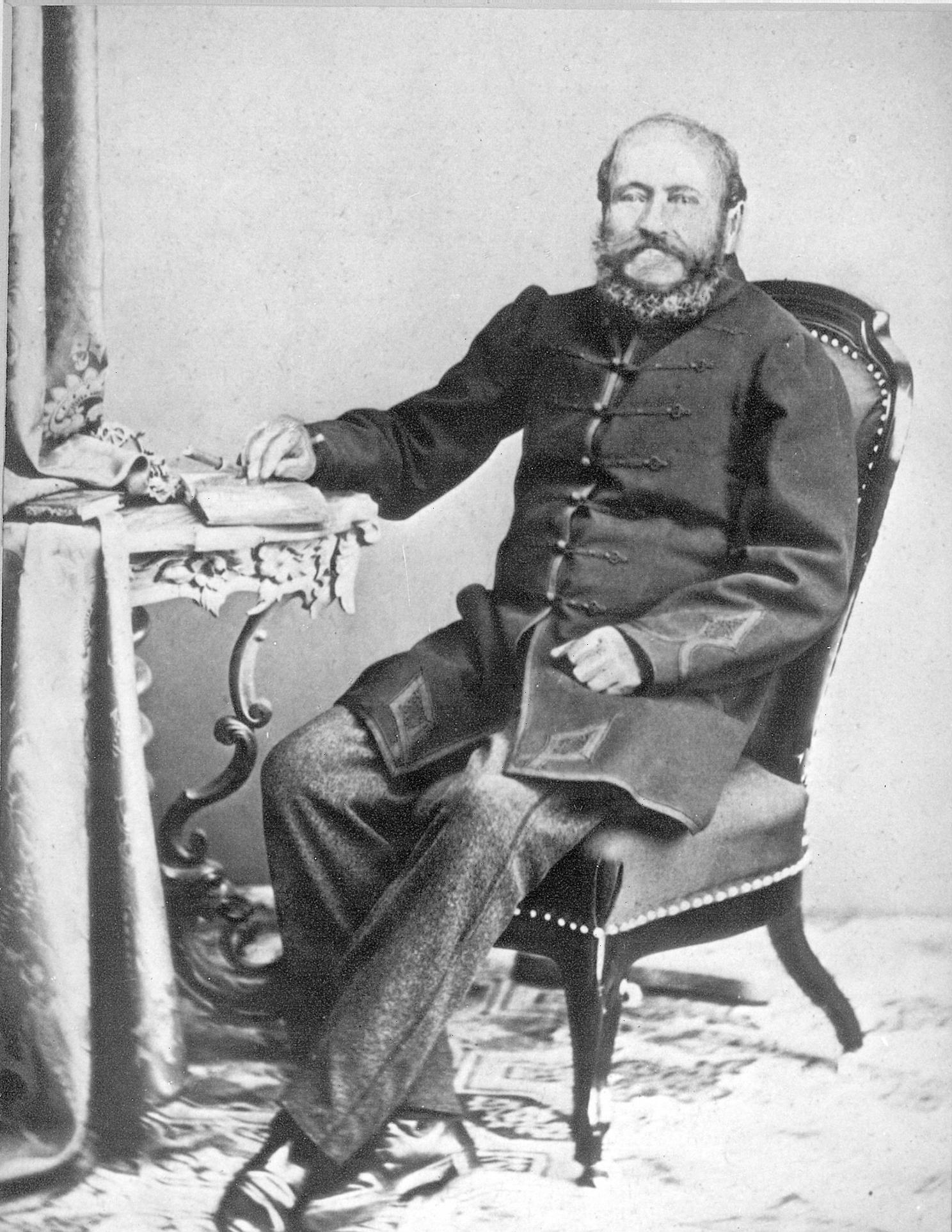
Imre Friváldszky von Friváld

Imre Friváldszky von Friváld, deutsch Em(m)erich Frivaldszky, Friwaldsky von Friwald (* 6. Februar 1799 in Bacskó, Komitat Semplin, Königreich Ungarn, Habsburgermonarchie; † 3. April 1870 in Jobbágyi, Komitat Neograd) war ein ungarischer, k. k. österreichischer Botaniker, Entomologe und Arzt. Sein offizielles botanisches Autorenkürzel lautet „Friv.“.

## Leben und Wirken
Er war 1822 bis 1851 Direktor des Ungarischen Nationalmuseums. Von Friváld beschrieb bis dato unbekannte oder nicht klassifizierte Pflanzen des Balkan und der Türkei. Als Entomologe beschäftigte er sich mit Schmetterlingen und Käfern. Er ist ein naher Verwandter des Zoologen János Frivaldszky (1822–1895).
In den Jahren 1835 bis 1845 hat er vier Expeditionen in das Gebiet des heutigen Bulgariens (damals Europäische Türkei) organisiert und finanziert, ist aber selbst erst im Jahr 1846 in die Türkei gereist. Seine Assistenten (Andras Füle, Anton Rochel u. a.) haben botanische und zoologische Sammlungen nach Ungarn gebracht. Im Jahr 1835 hat er das im Balkangebirge Bulgariens gefundene Gesneriengewächs Haberlea rhodopensis zum ersten Mal beschrieben.

## Ehrungen
Nach ihm sind die Pflanzengattungen Frivaldia Endl. und Frivaldzkia Rchb. aus der Familie der Korbblütler (Asteraceae) benannt.